# 960
El 960 (CMLX) fou un any de traspàs començat en diumenge del calendari julià.

## Esdeveniments
- Dunstan esdevé arquebisbe de Canterbury a Anglaterra.[1]

## Naixements
- Constantí VIII, emperador romà d'Orient (altres fonts donen 961)[2]
- Vladímir I de Kíev (data aproximativa)